# Can Yaman

Can Yaman (Istambul, 8 de novembro de 1989) é um ator e advogado turco, conhecido internacionalmente por sua atuação nas séries de televisão Dolunay, Erkenci Kus (br: A Sonhadora | pt: Pássaro Sonhador)  e Bay Yanlis (br: Sr. Errado | pt: O Homem Errado)  , sendo as duas últimas transmitidas no Brasil pela Globoplay.  
Yaman recebeu um Prêmio Borboleta de Ouro de Melhor Ator em Comédia Romântica em 2018 e um Murex d'Or em 2019, por seu papel em Erkenci Kuş. Em 2020 recebeu uma indicação internacional para PRODU2020 e, em 2021, uma indicação de Melhor Ator em Comédia Romântica no Golden Butterfly Awards por seu papel na série Bay Yanlış.
Can também estrelou as séries de TV Gönül İşleri, İnadına Aşk e Hangimiz Sevmedik. E também ganhou o 7o Prêmio GQ Homem do Ano em 2019, além de vários prêmios internacionais por suas iniciativas de caridade.
Ligado as causas sociais, o ator fundou a Can Yaman For Children ets em 2021 que visa arrecadar fundos para ajudar crianças e adolescentes carentes em todo o mundo. Na página oficial da fundação o ator escreveu “Meu maior sonho? Poder ver as crianças hospitalizadas voltarem a brincar.” Em viagem ao Brasil em 2024,  Yaman e sua ONG visitaram o Hospital Especializado em Oncologia Pediátrica (GRAACC) em São Paulo.  
Poliglota, o ator é fluente em vários idiomas, como turco, italiano, francês, inglês, alemão e espanhol.

## Carreira
Can Yaman cursou o ensino fundamental no Bilfen College e o ensino médio no colégio italiano Liceo Italiano di Istanbul, o que o tornou fluente em italiano desde cedo. Can Yaman concluiu o ensino médio como um dos melhores alunos da escola.
Yaman foi para a América como estudante do programa de intercâmbio e formou-se em Direito na Universidade de Yeditepe em 2012, em Istanbul. 
Como advogado começou a trabalhar na PricewaterhouseCoopers (PwC), onde conheceu seus parceiros de escritório. 
Como advogado Can chegou a ter seu próprio escritório de advocacia no bairro Bebek em Istambul, mesmo bairro em que o ator residia na época. Aos 24 anos, Yaman trabalhava em fusões e aquisições e escrevia artigos para a seção tributária do jornal Dünya. Ao mesmo tempo que percebia que estava encontrando sucesso no setor de direito societário, Can percebia também que a vida corporativa não era para ele. 
Durante a licença de verão do trabalho, Yaman viajou para Bodrum, onde conheceu seus eventuais e atuais gerentes interinos, Cüneyt Sayıl e İlker Bilgi.

## Vida pessoal
Can Yaman nasceu em Istambul, na Turquia, no seio de  uma família albanesa cujas raízes são provenientes do Kosovo.
Seu avô paterno cresceu em Pristina, no Kosovo e sua avó em Skopje, na Macedônia. 
Yaman também é sobrinho do treinador de futebol Fuat Yaman. 
Com 1,88m de altura e apaixonado por atividade física, o ator pratica artes marciais, joga basquete e frequenta academia. O ator torce para o time de futebol turco Beşiktaş.
Em meados de 2024 Yaman excluiu seu perfil de 11 milhões de seguidores no Instagram onde costumava compartilhar sua rotina de treinos e preparação de personagens. Segundo a mídia turca, o ator teria se afastado para focar 100% em sua carreira, uma vez que o assédio e rumores envolvendo sua vida pessoal estavam prejudicando seu bem-estar.

## Filmes/Séries
| Série de TV | Série de TV        | Série de TV     | Série de TV      |
| Ano         | Título             | Personagem      | Notas            |
| ----------- | ------------------ | --------------- | ---------------- |
| 2014        | Gönül Işleri       | Bedir           | Papel secundário |
| 2015        | Inadına Aşk        | Yalın Aras      | Papel principal  |
| 2016        | Hangimiz Sevmedik  | Tarık Çam       | Papel principal  |
| 2017        | Dolunay            | Ferit Aslan     | Papel principal  |
| 2018–2019   | Erkenci Kuş        | Can Divit       | Papel principal  |
| 2020        | Bay Yanlış         | Özgür Atasoy    | Papel principal  |
| 2022        | Viola Come Il Mare | Francesco Demir | Papel principal  |
| 2023        | El Turco           | Hasan Balaban   | Papel principal  |
| 2024        | Sandokan           | Sandokan        | Papel principal  |

## Prêmios e Indicações
| Ano  | Premiação               | Categoria                                                                      | Trabalho    | Resultado |
| ---- | ----------------------- | ------------------------------------------------------------------------------ | ----------- | --------- |
| 2017 | Golden Butterfly Awards | Melhor Ator de Comédia Romântica                                               | Dolunay     | Indicado  |
| 2017 | Golden Butterfly Awards | Melhor Casal de Tv (Ferit Aslan & Nazli Pinar) - compartilhado com Özge Gürel  | Dolunay     | Indicado  |
| 2018 | Golden Butterfly Awards | Melhor Ator de Comédia Romântica                                               | Erkenci Kus | Venceu    |
| 2018 | Golden Butterfly Awards | Melhor Casal de Tv (Can Divit & Sanem Aydin) - compartilhado com Demet Özdemir | Erkenci Kus | Indicado  |